# Sofía Caiche
Grace Sofía Caiche Romero (Guayaquil, Ecuador, 27 de diciembre de 1980) es una actriz, modelo y presentadora de televisión ecuatoriana.

## Biografía
Nació el 27 de diciembre de 1980, en la ciudad de Guayaquil, Ecuador. La actriz comenzó su carrera televisiva en el programa Guayaquil Caliente cuando tenía 15 años en Sí Tv, (actualmente Canal Uno). En ese canal laboró por cuatro años.
En el año 2000 se incorporó en la serie de la cadena TC Televisión dónde protagonizó la serie Mi recinto.
También protagonizó las telenovela Jocelito e interpretó un doble personaje en la telenovela El Garañón del Millón como protagonista y antagonista.
En 2009 interpretó a la antagonista Inés en la telenovela Kandela, compartiendo créditos con Jasú Montero, Dora West, Jordana Doylet, Kimberly Jaramillo, el actor venezolano Yul Bürkle y Gonzalo Samper.
Más tarde, fue conductora de Granados en pijamas, un programa de entretenimientos junto a los actores argentinos Pablo Granados y Pachu Peña. Con ellos también participó en la serie Los Tostadams parodia de Los locos Addams.
En 2013 protagonizó la telenovela Estas Secretarias junto a José Urrutia, hasta su final en 2015. 
Luego fue anunciada oficialmente como la coprotagonista femenina de la serie Los hijos de Don Juan donde interpretó a Zoyla Bella.
En el ámbito político participó como candidata a la Asamblea Nacional en las elecciones legislativas de 2017 por el partido Partido Adelante Ecuatoriano Adelante, del empresario Álvaro Noboa.
En 2017 firmó un contrato de trabajo con el canal Ecuavisa donde participó en la segunda temporada de La Trinity, siendo la primera ocasión qué forma parte de ese canal.
En 2019 regreso a TC Televisión para interpretó a la malvada Priscila Buenaño en la telenovela Calle amores. La oportunidad se dio gracias a Cheo Navarrete.

## Filmografía

### Series y Telenovelas
| Año        | Título                     | Personaje                              |
| ---------- | -------------------------- | -------------------------------------- |
| 2019       | Calle amores               | Priscilla Buenaño                      |
| 2018       | Sin Peroles No Hay Paraíso | Yuleisy Quimis Chacon                  |
| 2017       | La Trinity                 | Mayensi Corozo de Suárez               |
| 2015-2016  | Los hijos de Don Juan      | Zoyla Bella                            |
| 2015-2016  | Los hijos de Don Juan      | Ella misma                             |
| 2013-2015  | Estas Secretarias          | María Teresa "Tete" Regalado de Arteta |
| 2012       | Los Tostadams              | Merlussa Tostadams                     |
| 2011       | Condominio                 | Mariuxi                                |
| 2009       | Kandela                    | Inés de Carreño                        |
| 2008       | El Garañón del Millón      | Comadre Blondor                        |
| 2008       | El Garañón del Millón      | Cecilia González "Chechi"              |
| 2004       | Jocelito                   | María Pía Andrade "La Cochita"         |
| 2001-2009  | Mi Recinto                 | Comadre Blondor                        |
| 2000-2007  | Ni en Vivo Ni en Directo   | Varios personajes                      |
| 1999       | Palabras al Viento         | Rebeca                                 |
| 1998- 1999 | Sin ánimo de ofender       | Varios personajes                      |

### Programas
| Año       | Programa                                   | Rol                    |
| --------- | ------------------------------------------ | ---------------------- |
| 2023      | Reto 2023                                  | Jurado                 |
| 2018      | Buscando novio a Sofia Caiche              | Jurado                 |
| 2016      | Las Mañanitas                              | Presentadora           |
| 2011-2013 | Granados en pijamas                        | Presentadora           |
| 2021      | Soy el mejor                               | Participante           |
| 2014      | Soy el mejor                               | Jurado                 |
| 2008      | Bailando por un Sueño Pre selección Mexico | Participante Finalista |
| 2006      | Bailando por un Sueño                      | Participante Ganadora  |
| 1998      | Guayaquil caliente                         | Modelo                 |